# Soul Junction
Soul Junction è un album di Red Garland con John Coltrane e Donald Byrd, pubblicato dalla Prestige Records nel 1960. Il disco fu registrato il 15 novembre 1957 al "Rudy Van Gelder Studio" in Hackensack, New Jersey.

## Tracce
Lato A
1. Soul Junction – 15:28 (Red Garland)
2. Woody'n You – 6:48 (Dizzy Gillespie)

Lato B
1. Birk's Works – 7:35 (Dizzy Gillespie)
2. I've Got It Bad (and That Ain't Good) – 6:17 (Duke Ellington, Paul Francis Webster)
3. Hallelujah – 6:30 (Vincent Youmans, Leo Robin, Clifford Grey)

## Musicisti
- Red Garland - pianoforte
- John Coltrane - sassofono tenore
- Donald Byrd - tromba
- George Joyner - contrabbasso
- Art Taylor - batteria